# Sargon (serie)

Sargon V (ultimo videogioco della serie) durante una partita, contro se stesso.

Sargon è una serie di videogiochi scacchistici, sviluppati inizialmente da Dan Spracklen e Kathleen Spracklen a partire dal 1977. L'ultimo videogioco della serie (Sargon V) fu pubblicato dalla Activision nel 1991.

## Storia
Nel 1977 i coniugi Dan e Kathleen Spracklen avviarono lo sviluppo di un motore scacchistico per architetture basate su z80, Sargon, dal nome del sovrano Sargon di Akkad. Scritto totalmente in assembly, oltre ad avere un valido motore di gioco, Sargon possedeva un'interfaccia grafica con cui era possibile visualizzare la scacchiera sullo schermo.
Al suo debutto nel marzo del 1978 il programma si classificò primo a un torneo ospitato dalla seconda West Coast Computer Faire. Dopo la vittoria, i due autori furono contattati da un giornalista della rivista Byte che aveva intenzione di scrivere un articolo su di loro. I due programmatori non persero l’occasione e sfruttarono l’articolo per pubblicizzare il loro prodotto. La vittoria ottenuta inoltre convinse Gary Shannon, fratello di Katheleen Spracklen, a pubblicare una versione di Sargon per Apple II, cioè assemblata per il processore MOS 6502 e quindi per tutte le architetture che poi ne avrebbero fatto uso. Sargon I riscosse più successo su questa piattaforma che su z80.
Nel frattempo, i coniugi Spracklen erano al lavoro su una seconda versione di Sargon, la quale uscì nel 1979 edita da Hayden Software, con il nome di Sargon II; le piattaforme compatibili erano basate su z80 e MOS 6502 e in seguito si estesero anche al Commodore 64.
Successivamente gli Spracklen pubblicarono la loro prima scacchiera elettronica, la Chafitz ARB Sargon 2.5, in grado di giocare autonomamente segnalando le mosse sulle caselle. Il successo ottenuto con Sargon II portò i coniugi Spracklen ad accordi con la Fidelity Electronics, che permise lo sviluppo di Fidelity X (1981), un gioco elettronico di scacchi basato su Sargon 2.5.
Sargon III fu il successore di Sargon II, ma era stato riscritto da zero, e utilizzava la ricerca quiescente e le tabelle di trasposizione. Scritto per il nuovo processore Motorola 68000, Sargon III funzionava quindi anche sul Macintosh 128K e fu l’ultimo gioco della serie a essere pubblicato dalla Hayden Software. Le ultime due versioni furono Sargon IV e Sargon V, le quali disponevano di una vista 3D della scacchiera.

## Versioni

### Sargon
Sargon, anche conosciuto come Sargon I, fu la prima versione pubblicata dai coniugi Spracklen, edita commercialmente da Hayden Software per Apple II e TRS-80. Si compone di una scacchiera grafica dove è possibile, scrivendo le mosse in un'apposita casella di controllo, giocare a scacchi contro l'IA di Sargon. Le mosse vengono mostrate sia in caratteri sulla sinistra dello schermo, che sulla scacchiera virtuale attraverso il movimento dei pezzi.
Il codice sorgente di Sargon I è di pubblico dominio, pubblicato assieme a una accurata descrizione nel libro Sargon a computer chess program di Dan e Kathe Spracklen.

### Sargon II
Sargon II venne pubblicato anche per Atari 8-bit, Commodore 64 e Commodore VIC-20 ed ebbe maggior successo commerciale. Oltre alla nuova grafica e all'aumentata abilità di gioco, apportò molti miglioramenti rispetto al primo Sargon, in particolare:
- dispone di un libro (database) di aperture
- riconosce le posizioni di stallo
- determina il livello di gioco in base al tempo invece di basarsi sulla ricerca in profondità, così il tempo medio per ogni mossa durante il gioco rimane costante
- facilita il settaggio delle impostazioni della scacchiera
- può suggerire le mosse all'utente
- l'inserimento delle mosse è facilitato, anche se non al livello di Microchess 2.0[15].

### Sargon 2.5
Sargon 2.5 è una versione di Sargon II sviluppata appositamente per gestire la scacchiera elettronica. Questa versione di Sargon venne utilizzata dagli Spracklen e successivamente da aziende come la Applied Concepts e la Fidelity Electronics per i loro prodotti.
Quasi tutte le versioni derivate dalla Chafitz ARB Sargon 2.5 fanno uso di un sistema di luci inserite sulle caselle della scacchiera per indicare al giocatore umano dove Sargon intende effettuare la sua prossima mossa.

### Sargon III
Sargon III, con un motore di gioco riscritto completamente, fu pubblicato da Hayden Software nel 1983 per Apple II.
Seguirono versioni per Macintosh, Commodore 64, DOS, Atari 8-bit, e nel 1988 anche per Amiga e Atari ST.

### Sargon 4
Sargon 4 venne pubblicato nel 1988 dalla Spinnaker Software Company e fu il primo gioco della serie a fornire una vista 3D della scacchiera e la possibilità di muovere i pezzi usando il mouse. Era disponibile per DOS e Macintosh, su quest'ultimo anche presentato come Sargon IV.
Nel 1991 la Spinnaker Software pubblicò una versione di Sargon 4 per CD-i chiamata Sargon Chess, giocabile da joystick.

### Sargon V
Sargon V uscì nel 1991 pubblicato dalla Activision e fu l'ultimo videogioco della serie. La motivazione che condusse Activision ad abbandonare la serie di videogiochi scacchistici fu lo scarso interesse dei giocatori, orientati verso i videogiochi d’azione.
Sargon V oltre a possedere i miglioramenti grafici di Sargon IV include musiche al piano di Russell Lieblich e nuovi disegni dei pezzi di Mimi Doggett e Steve Snyder. Una particolarità non presente nelle altre versioni sono gli effetti grafici, come le mani che prendono e spostano i pezzi: una robotica (quando Sargon muove) e una umana (quando il giocatore muove). Vi è inoltre la possibilità di cambiare la grafica della scacchiera passando dallo stile fantasy al marmo e al legno. È anche possibile cambiare lo stile dei pezzi. Sargon V permette inoltre di passare alla vista 2D della scacchiera e dei pezzi.